# Siná
Siná (1560 m) – wapienny szczyt w północnej części Niżnych Tatr na Słowacji.

## Położenie
Wznosi się w bocznym grzbiecie, który odgałęzia się od głównego grzbietu Niżnych Tatr w szczycie Polany i biegnie w kierunku północnym poprzez Zákľuky (1915 m), Bôr (1888 m) i Sedlo Sinej (ok. 1310 m) do szczytu Sinej.  Masyw Sinej oddziela  Dolinę Demianowską (Demänovská dolina) od doliny Mošnica. Na wierzchołku Sinej grzbiet rozgałęzia się na dwa ramiona; północno-zachodnie ze szczytem Sitieň (1266 m) i północno-wschodnie ze szczytem Na jame (1438 m).

## Opis szczytu
Szczyt jest skalisty. Stromą piramidę szczytową pokrywa hala, porośnięta w lecie kobiercem kwiatów, z licznymi gatunkami wapieniolubnymi. Szczyt Sinej dostępny jest od południa żółto znakowanym  szlakiem turystycznym z Przełęczy Sinej ('Sedlo Sinej). Z odosobnionego od innych masywów wierzchołka rozciągają się widoki nie tylko na otoczenie Doliny Demianowskiej, lecz także na Kotlinę Liptowską, Góry Choczańskie i Tatry na północy oraz na najwyższe szczyty głównego grzbietu Niżnych Tatr na południu.
Siná znajduje się  na obszarze Parku Narodowego Niżne Tatry i objęta jest dodatkowo ścisłą ochroną – jej wschodnie stoki należą do rezerwatu przyrody Dolina Demianowska.
Szlak turystyczny
 Dolina Demianowska (parking przy Demianowskiej Jaskini Wolności) – Sedlo Sinej – Sina. Czas przejścia 2.30 h, ↓ 1.40 h